# کمی سازی تحلیل ریسک
کمی سازی تحلیل ریسک یا Robustness Quantification Via Risk Analysis روش تحلیلی به نام "FEMA-p58" از طریق روش سه‌ گانه "PEER" که توسط Cornell و Krawinkler ارائه شده‌است، به ارزیابی ریسک زلزله می‌پردازد. از آنجایی که اجرای این روش سه‌ گانه مشکل بود، به‌طور گسترده‌ ای از این روش استفاده نمی‌ شد. Yang و همکاران در مقالات خود روشی برای حل این مسئله ارائه دادند؛ بنابراین، در این بخش ابتدا عملکرد PEER بر اساس روش مهندسی زلزله توضیح داده شده و سپس روش نمونه‌ گیری برای حل عددی آن بیان می‌ شود. سپس پیاده سازی روی دستورالعمل FEMA-p58 در نرم‌افزار مربوطه مورد بررسی قرار می‌گیرد.
در روش مهندسی زلزله بر اساس عملکرد PEER، با توجه به مدل‌ های احتمالاتی، احتمال کل و شرطی‌ های زلزله مورد بررسی قرار می‌ گیرند. این شرطی‌ ها شامل نرخ فراگذشت از خسارت مالی، خسارت جانی، و زمان تعمیر می‌ شوند.
{\displaystyle \lambda (dv<DV)=\iint _{im}\int _{dm~edp}G(dv\mid dm)dG(dm\mid edp)dG(edp\mid im)|d\lambda (im)|}
مدل خطر: از تحلیل خطر لرزه ای، {\displaystyle \lambda (im)} مجاسبه می‌ شود که {\displaystyle \lambda (im)} در واقع نرخ فراگذشت زلزله از مقادیر معیار شدت (Intensity Measure (IM)) است.
مدل پاسخ: از تحلیل پاسخ سازه یا زیر ساخت، توزیع احتمال پارامتر نیاز مهندسی (Engineering Demand Parameter (EDP)) به شرط معیار شدت زلزله محاسبه می‌ شود.
مدل خرابی: از تحلیل آسیب یا خرابی، توزیع احتمال معیار آسیب (Damage Measure) به شرط نیاز مهندسی به دست می‌ آید.
مدل خسارت: از تحلیل خسارت، توزیع احتمال آنچه که به آن متغیر تصمیم‌ گیری (Decision Variable) می‌ گویند (خسارت مالی یا تلفات جانی) به شرط معیار آسیب محاسبه می‌ شود.
اگر این مدل‌ ها در یک انتگرال سه‌ گانه روی edp, dm و im کنار هم قرار گیرند، نرخ فرا گدشت از dv بدست می‌ آید؛ مثلاً مشخص می‌ شود نرخ فرا گذشت از خسارت یک میلیارد تومان برای این سیستم یا جامعه چقدر است که در واقع بیانگر ریسک می‌ باشد.
1. ↑  Bray, Jonathan D.; Macedo, Jorge (2023-05). "Performance-based seismic assessment of slope systems". Soil Dynamics and Earthquake Engineering. 168: 107835. doi:10.1016/j.soildyn.2023.107835. ISSN 0267-7261. {{cite journal}}: Check date values in: |date= (help)
2. ↑  Yang, T. Y.; Moehle, J.; Stojadinovic, B.; Der Kiureghian, A. (2009-10). "Seismic Performance Evaluation of Facilities: Methodology and Implementation". Journal of Structural Engineering. 135 (10): 1146–1154. doi:10.1061/(asce)0733-9445(2009)135:10(1146). ISSN 0733-9445. {{cite journal}}: Check date values in: |date= (help)